# Catena di trasporto degli elettroni

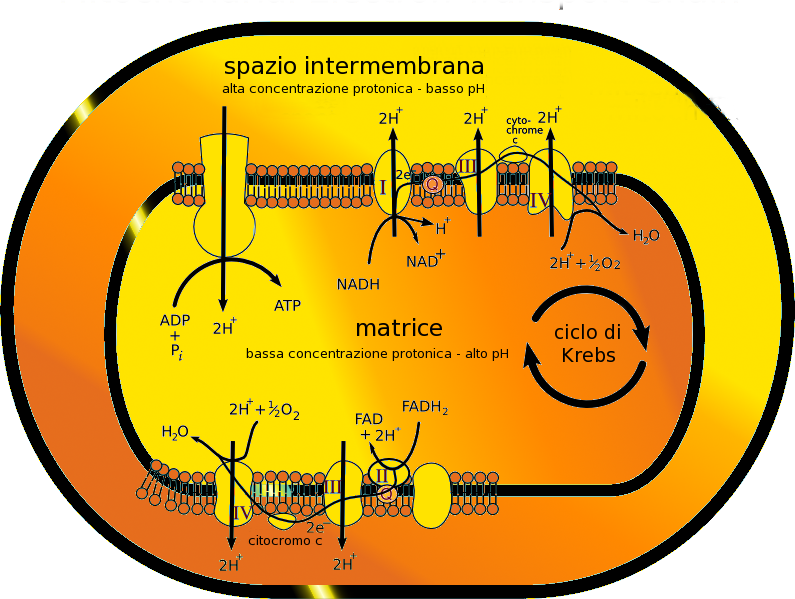
Schema riassuntivo della catena all'interno del mitocondrio

La catena di trasporto degli elettroni è un processo cellulare di ossidoriduzione che avviene nei mitocondri tramite trasferimento di elettroni.  È un meccanismo fondamentale per la respirazione cellulare e costituisce la prima parte della fosforilazione ossidativa, che termina con la sintesi di ATP.
È costituita da una serie di complessi enzimatici lipoproteici capaci di acquisire atomi di idrogeno da molecole donatrici quali i coenzimi NADH, FADH2 e succinati. La catena di trasporto separa gli elettroni dai protoni. Gli elettroni, attraverso la membrana interna mitocondriale, vengono veicolati tramite vari complessi proteici verso l'accettore finale che è l'ossigeno. I trasportatori  hanno potenziali di riduzione crescenti, in modo che gli elettroni, passando a uno stato energetico via via inferiore, liberino energia utilizzata per attivare i canali di trasporto transmembrana.
I protoni vengono liberati all'interno dello spazio intermembrana creando ai due lati della membrana interna, tramite il gradiente di concentrazione di ioni H+, un potenziale elettrochimico, utilizzato nella tappa finale in parte per la sintesi di ATP e in parte come fonte di calore necessario al mantenimento della temperatura corporea.

## Tappe
Ogni tappa rappresenta una pompa protonica localizzata nella membrana interna del mitocondrio.
1. Da NADH a Coenzima Q: il NADH viene ossidato liberando due elettroni e riducendo la FMN a FMNH2. Quest'ultima, riossidandosi, trasferisce due elettroni al gruppo prostetico (costituito da centri Fe-S) dell'enzima NADH-coenzima Q reduttasi (o coenzima Q reduttasi o NADH deidrogenasi o complesso I). I centri Fe-S trasferiscono gli elettroni al coenzima Q trasformandolo in QH2 passando da Fe2+ a Fe3+.
Tappa alternativa: invece che ridurre l'FMN a FMNH2 si riduce il FAD a FADH2. La riduzione del FAD tramite ossidazione del succinato a fumarato porta alla formazione di FADH2 che viene ossidato dal centro Fe-S (che si riduce da Fe3+ a Fe2+). La successiva ossidazione del Fe riduce Q a QH2. L'enzima di questa tappa è il succinato-coenzima Q reduttasi (o complesso II)
Questa pompa protonica porta 4 protoni fuori dalla matrice del mitocondrio e abbiamo un flusso di 2 elettroni per ogni NADH. Nella tappa alternativa non c'è trasporto di protoni.
2. Da QH2 a citocromo c (ciclo Q) : il QH2 si ossida a Q liberando due H+ e riducendo il Fe3+ del citocromo b a Fe2+ che riossidandosi a sua volta riduce i centri Fe-S da Fe3+ a Fe2+. La successiva ossidazione di questi centri riduce il Fe3+ del citocromo c1 a Fe2+. Il Fe2+ del citocromo c1 riossidandosi riduce il Fe3+ del citocromo c a Fe2+. L'enzima di questa tappa è il QH2-citocromo c reduttasi (o citocromo c reduttasi o complesso III).
Durante questa tappa due protoni vengono prelevati dalla matrice e quattro vengono liberati nel citoplasma mitocondriale.
3. Da citocromo c a O2 : il Fe2+ del citocromo c viene ossidato riducendo il Fe3+ del citocromo a; quest'ultimo riossidandosi riduce il Fe3+ del citocromo a3. Il Fe2+ del citocromo a3 riduce il Cu2+ legato alla citocromo ossidasi (o citocromo c ossidasi o complesso IV) a Cu1+ che riossidandosi riduce l'O2- a H2O consumando due H+ ogni O.
Altri due protoni vengono portati dalla matrice allo spazio intermembrana.
Il gradiente formatosi a cavallo della membrana mitocondriale interna viene utilizzato dall'enzima ATP sintasi che riporta i protoni nella matrice mitocondriale per formare ATP a partire dai suoi substrati ADP e fosforo inorganico (PI).

## Complessi proteici
I complessi normalmente associati alla catena di trasporto degli elettroni mitocondriale sono quattro:
- Complesso I   – NADH deidrogenasi, chiamato anche Coenzima Q reduttasi: questo complesso riceve due elettroni dal coenzima NADH e li trasferisce interamente al secondo trasportatore della catena di trasporto degli elettroni, cioè il Coenzima Q. L'energia ricavata dal passaggio degli elettroni è utilizzata da questo complesso per trasportare 4 protoni nello spazio intermembrana.
- Complesso II  – Succinato deidrogenasi: è parte del ciclo di Krebs.
- Complesso III – Complesso del citocromo bc1, anche detto Citocromo c reduttasi: riceve elettroni dal Coenzima Q e li cede al citocromo c; in seguito trasporta 4 protoni nello spazio intermembrana (ciclo Q)
- Complesso IV  – Citocromo-c ossidasi: è l'ultimo complesso, quello che trasferisce gli elettroni direttamente all'ossigeno (proveniente dai polmoni) trasformandolo insieme agli ioni H+, in H2O. Anche questo trasporta 4 protoni nello spazio intermembrana.

Tutti questi sono complessi lipoproteici che contengono flavina, cluster ferro-zolfo o rame. I complessi I, III e IV sono "pompe protoniche".

## Altre molecole
All'interno della catena di trasporto degli elettroni, oltre ai complessi proteici, ci sono anche molecole più semplici (già citate in precedenza) che sono il Coenzima Q ed il Citocromo c:
Il Coenzima Q
Viene anche chiamato Ubichinone, si trova tra il Complesso I ed il Complesso III ed ha la funzione di ricevere atomi di idrogeno e donare elettroni al complesso successivo. Questo infatti è il responsabile della separazione dei protoni (che vengono liberati nella matrice mitocondriale) dagli elettroni.
Il coenzima FADH2, avendo minore energia del NADH, dona direttamente al Coenzima Q i suoi atomi di idrogeno senza passare per il complesso I.
L'Ubichinone, molecola lipofila, si trova in cluster disciolti all'interno del doppio strato lipidico della membrana mitocondriale interna.
Il Citocromo c
Anche il Citocromo c è una parte essenziale della catena di trasporto degli elettroni. È una proteina periferica di membrana, solubile e debolmente associata alla membrana mitocondriale interna (sul versante che affaccia sullo spazio intermembrana) e trasferisce elettroni tra i complessi III e IV.
Questo è dotato, come tutti i citocromi, di un gruppo prostetico chiamato gruppo eme e costituito da un anello tetrapirrolico che coordina un atomo di ferro. Il Citocromo c permette il passaggio degli elettroni tramite l'oscillazione del ferro dalla forma ferrica Fe3+ (ossidata) alla forma ferrosa Fe2+ (ridotta).

## Inibitori
La catena di trasporto degli elettroni può essere inibita da svariati veleni. Tra essi si annoverano l'ossido di carbonio, i cianuri (entrambi inibitori del complesso IV), l'antimicina (inibitore del complesso III), l'amital e il rotenone (inibitori del complesso I).

## Disaccoppianti
La catena respiratoria può essere disaccoppiata dalla fosforilazione ossidativa tramite alcuni agenti come il 2,4-dinitrofenolo, il dicumarolo e la tiroxina. In questo modo il ciclo di Krebs avviene normalmente, quindi si consuma ossigeno e si produce anidride carbonica e acqua, ma l'energia liberata viene dissipata sotto forma di calore. I disaccoppianti sono comunque compatibili con la vita, grazie alle due molecole di ATP prodotte dalla fosforilazione al livello del substrato durante la glicolisi e alla molecola di ATP (GTP) prodotta dalla fosforilazione al livello del substrato nel ciclo di Krebs.